# Cestonia rufipes
Cestonia rufipes là một loài ruồi trong họ Tachinidae.